# وی‌ام موتوری
 وی‌ام موتوری یک شرکت تولید موتور دیزل ایتالیایی است که به طور کامل متعلق به استلانتیس است. دفتر مرکزی وی‌ام و تاسیسات اصلی آن در سنتو واقع در امیلیا-رومانیا، ایتالیا واقع شده است.
این شرکت موتورهای دیزل را برای کاربری شناورهای سبک و وسایل نقلیه تجاری اعم از کامیون، اتوبوس، ون و کامیونت تولید می‌کند.